# Детектор руху

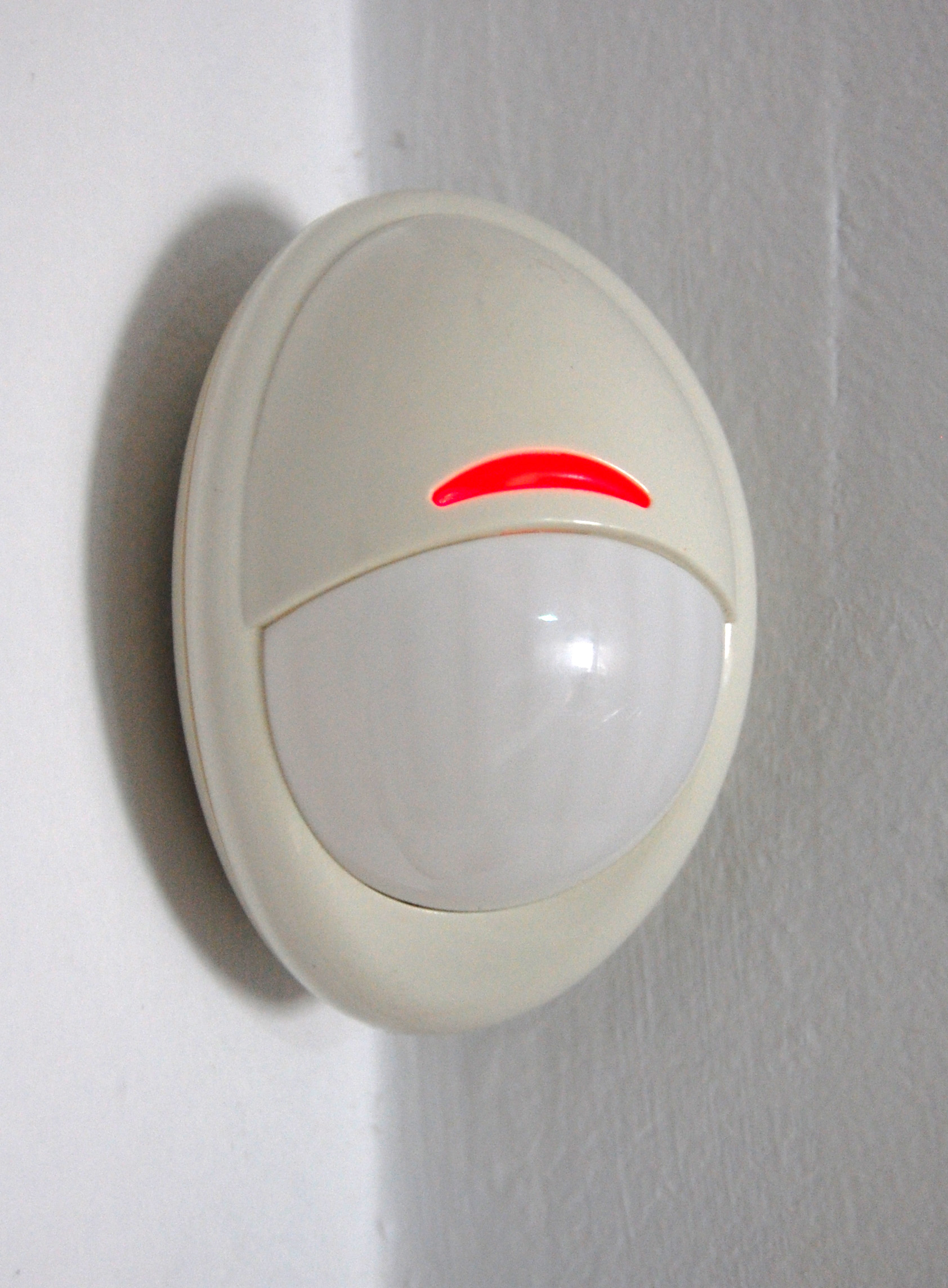
Детектор руху

Детектор руху -  механічний або  електронний прилад, призначений для виявлення фізичних рухів у приміщенні або на певній території, шляхом вимірювання різноманітних можливих параметрів, таких як параметри швидкості, тепла, диму, ультразвуку, мікрохвиль, томографії, тощо, які виявляють радіоперешкоди, заломлення світла або лазерних променів чи заземлення слабких незаземлених електронних хвиль у радіусі його дії 
.
Датчик руху  - сигналізатор, що фіксує переміщення об'єктів і використовується для контролю за навколишнім оточенням або автоматичного запуску необхідних дій у відповідь на переміщення об'єктів .

## Історія
Перший детектор руху був винайдений 
Генріхом Герцем в другій половині 19 століття. Його датчик діяв на основі радіохвиль і був прообразом радара. Перша сигналізація на основі датчика руху була розроблена Самуелем Баньо в 1950х роках щоб, вона діяла за принципом ехолота, випромінюючи ультразвук який не чує людське вухо..

## Використання
Зазвичай сучасні детектори руху використовують  оптичне або акустичне розпізнавання, шляхом вимірення відмінностей в діапазоні дії детектора. 
Радіолокаційне розпізнання використовується дуже рідко. Інколи детектори підключені до інших пристроїв для виконання потрібних завдань, таких як активація охоронної сигналізації або увімкнення або вимкнення  ліхтарів, щоб наприклад, відлякати небажаних гостей або подати звуковий сигнал з приміщення де охоронець не присутній біля дверей.  Детектори також все частіше використовуються у військовій та поліцейській областях.  Важливою перевагою використання детекторів руху є те що вони дозволяють економно використовувати електроенергію, не витрачаючи її без потреби на освітлення пустого простору. До того ж несподіване увімкнення освітлення біля об'єктів що знаходяться під охороною здатне зменшити імовірність пограбування, у порівнянні з постійним статичним освітленням. Використання датчиків руху, це елемент концепції розумного будинку.  .